# Franz Ittenbach
Franz Ittenbach (Königswinter, 18 aprile 1813 – Düsseldorf, 1º dicembre 1879) è stato un pittore tedesco.

## Biografia
Ittenbach iniziò la sua educazione artistica da giovanissimo, come studente di Kaufmann, poi partì per studiare a Colonia presso Franz Katz. Nel 1832, all'età di 19 anni, Ittenbach divenne allievo dell'Accademia di Düsseldorf, dove ricevette anche lezioni private dal suo rettore, Friedrich Wilhelm Schadow . È associato alla scuola di pittura di Düsseldorf . Fu membro del movimento dei Nazareni e si associava principalmente a tre dei suoi amici e compagni di studi: Karl Müller, Andreas Müller e Ernst Deger . I quattro uomini viaggiarono in Germania, studiando e dipingendo insieme.
Nel 1839, Schadow scelse Ittenbach per ritrarre l'arcivescovo di Colonia, Clemens August Droste zu Vischering.
Dal 1839 al 1842, visse in Italia tra Roma e Napoli. Il motivo della sua permanenza nel nostro paese è lo studio delle opere religiose, l'obiettivo era quello di tornare in patria e decorare la nuova chiesa di Remagen insieme ad altri membri del movimento nazareno. In uno dei suoi viaggi tra Lazio e Campania, ha insolitamente ritratto una popolana con lo sfondo idilliaco del paesaggio della nostra costa tirrenica; intitolando l'opera: "Ragazza Romana". La donna nel ritratto era Vittoria Caldoni, la modella preferita dagli artisti degli anni ‘20 e ‘30 dell’Ottocento che divenne famosa in tutta Europa e incarnò l’ideale della bellezza popolare italica.
Al suo ritorno, rimase a Monaco per qualche tempo. Nel 1847 sposò Elisabeth Kurz di Ehrenbreitstein, figlia di un ufficiale medico, dalla quale ebbe almeno due figlie: Wilhelmine (che diventò pittrice a sua volta) e Franziska. Nel 1849, tornò a Düsseldorf dove fu insignito del titolo di professore, ma era senza carica e senza stipendio. Fortunatamente, le sue immagini sacre erano molto richieste, anche in America, Inghilterra e Francia. Le immagini delle sue Madonne in particolare corrispondevano al gusto di quell'epoca. Dal 1859 fino alla sua morte, è stato membro del club di artisti "Malkasten". Per un intero anno, dall’ottobre del 1873 all’ottobre 1874, ospitò nel suo studio un giovane proveniente dalle Fiandre al quale diede lezioni private. L’allievo di Ittenbach diventò in seguito un famoso pittore e ritrattista belga: Jozef Janssens.  Franz Ittenbach morì il primo dicembre 1879 e venne seppellito nella tomba di famiglia a Königswinter.

## Opere
Ittenbach era particolarmente religioso e declinò costantemente qualsiasi commissione per soggetti mitologici o pagani.
Di regola dedicava le sue energie esclusivamente alla decorazione di chiese e alla produzione di soggetti sacri. Avrebbe preceduto l'esecuzione delle sue più grandi opere con devoti esercizi religiosi, tra cui confessione e comunione.
La maggior parte delle sue opere sono pale d'altare e quadri raffiguranti principalmente la Beata Vergine Maria, tale peculiarità permette di annoverarlo tra i "Madonnenmalerei" (pittori di Madonne).
I suoi unici affreschi si trovano nella chiesa neogotica Apollinariskirche (Chiesa di sant'Apollinare) a Remagen e furono realizzati nel 1844. Sulle pareti di questa chiesa, Ittenbach immortalò tutti i membri della sua famiglia usando i loro volti per raffigurare i santi. San Teodoro ad esempio ha il volto di suo padre, un povero vignaiolo di Königswinter morto quando Franz Ittenbach aveva solo sei anni.
Il Louvre di Parigi ospita un ritratto ad olio che raffigura il collega di Ittenbach, Ernst Deger con la sua giovane moglie. I ritratti di Franz Xavier von Soist e della moglie Margarete sono custoditi nel Museum of Fine Arts di Boston. Una sua immagine della Madonna si trova nell'Institute of Arts di Minneapolis. Altre opere di Franz Ittenbach sono esposte alla Galleria Nazionale di Berlino, a Düsseldorf e Bonn, ma anche al Museo Siebengebirge.
Il dipinto di Ittenbach "Maria Regina del Cielo", è stato oggetto di una curiosa vicenda, a seguito della quale l'amministrazione diocesana di Gloucester della Chiesa Anglicana ha emanato un severo avvertimento per i suoi membri di prendersi più cura ed esaminare meglio i beni culturali a loro affidati. L’opera, si trovava da molti anni nella casa della famiglia Bolland di Cheltenham. Dopo la morte dell'ultima discendente, la signora Emily, avvenuta nel 1949, il quadro venne donato dai parenti alla chiesa locale. Ritenuto “teologicamente inappropriato” per il luogo sacro, venne sistemato in una posizione dove nessuno, tranne il sacerdote officiante, potesse vederlo. Nel 2013, per far posto ad una scatola di giunzione dell’impianto elettrico, il dipinto è stato relegato in sagrestia. Si pensò poi di “buttarlo via con il resto della spazzatura”, e solo per caso si è salvato dallo smaltimento dei rifiuti ormai pianificato. Sembrò più opportuno metterlo all’asta per ricavarne almeno una modica cifra. Il banditore inizialmente ha valutato il dipinto circa £ 1.000, ma in seguito è stato stimato che il prezzo adeguato dell’opera fosse tra le 3.000 e le 4.000 sterline. È stato venduto il 28 ottobre 2013 per un prezzo di £ 20.000, ad un antiquario di Londra. Nel 2015 l’opera è stata acquisita dal Milwaukee Art Museum, nel Wisconsin (Stati Uniti d'America), dove si trova esposta con il titolo “Madre del Mondo".
Un altro dipinto dal titolo “Mater Christi”(olio su tela del 1874), è stato battuto ad un’asta nel 2017 ed ora fa parte della collezione del Brigham Young University Museum of Art di Provo, nello Utah (Stati Uniti).

## Galleria d'immagini

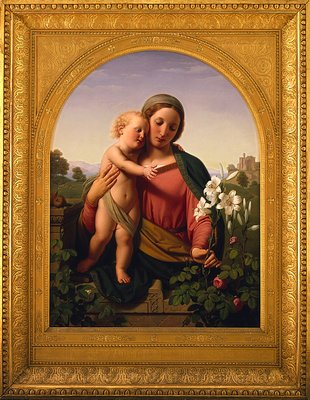
Madonna con Bambino (1855) - Franz Ittenbach

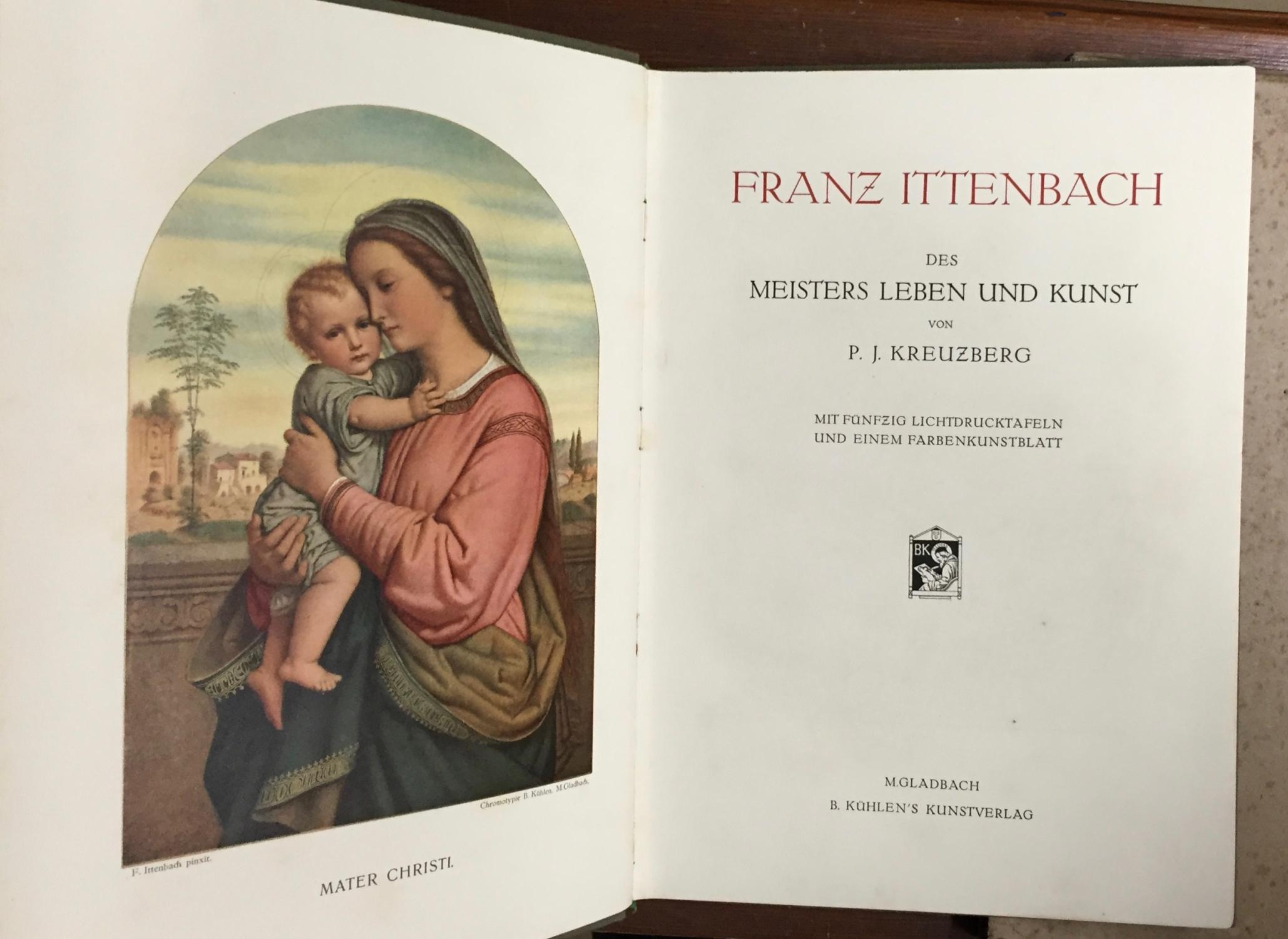
Libro dal titolo "Franz Ittenbach. La vita e l'arte del maestro" - P. J.Kreuzberg - M. Gladbach, Colonia, 1911

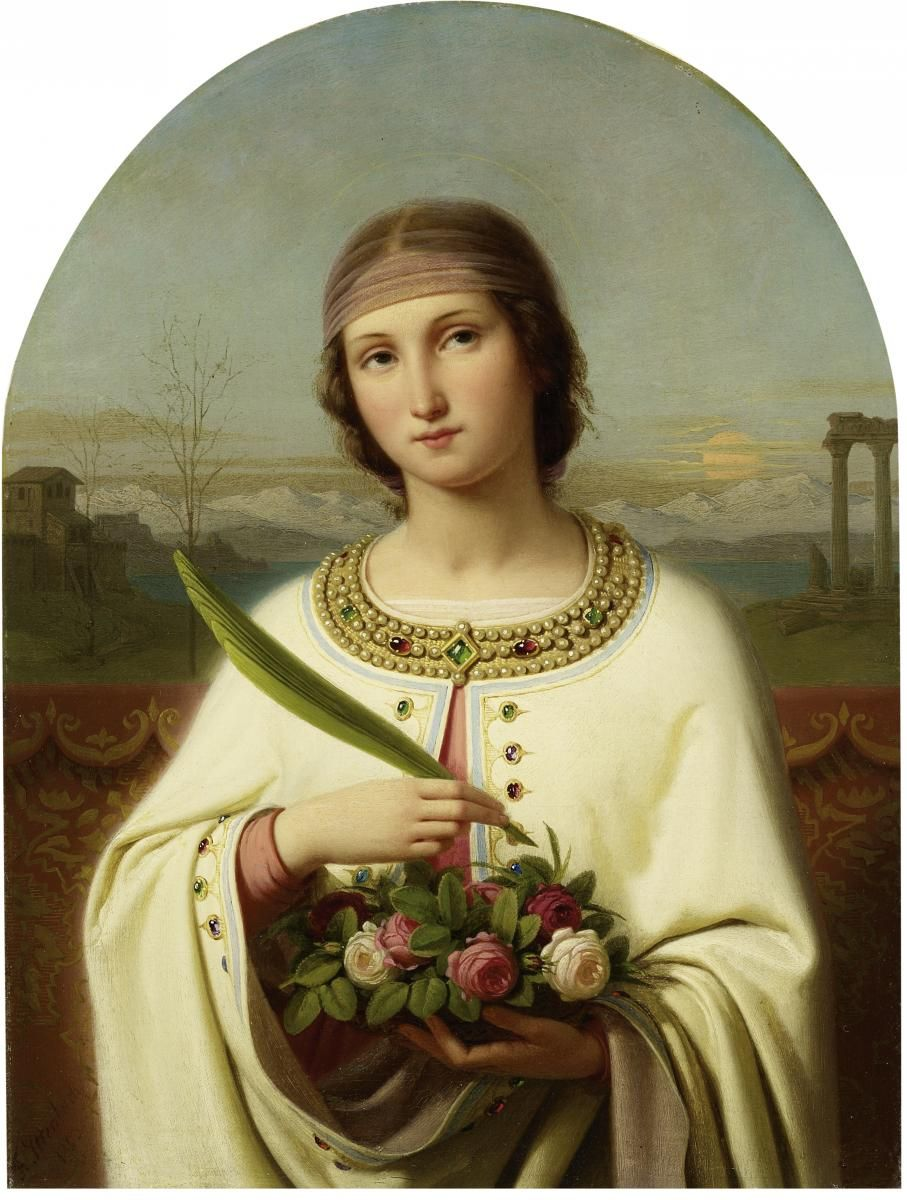
Santa Dorotea di Cappadocia (1850) - Franz Ittenbach

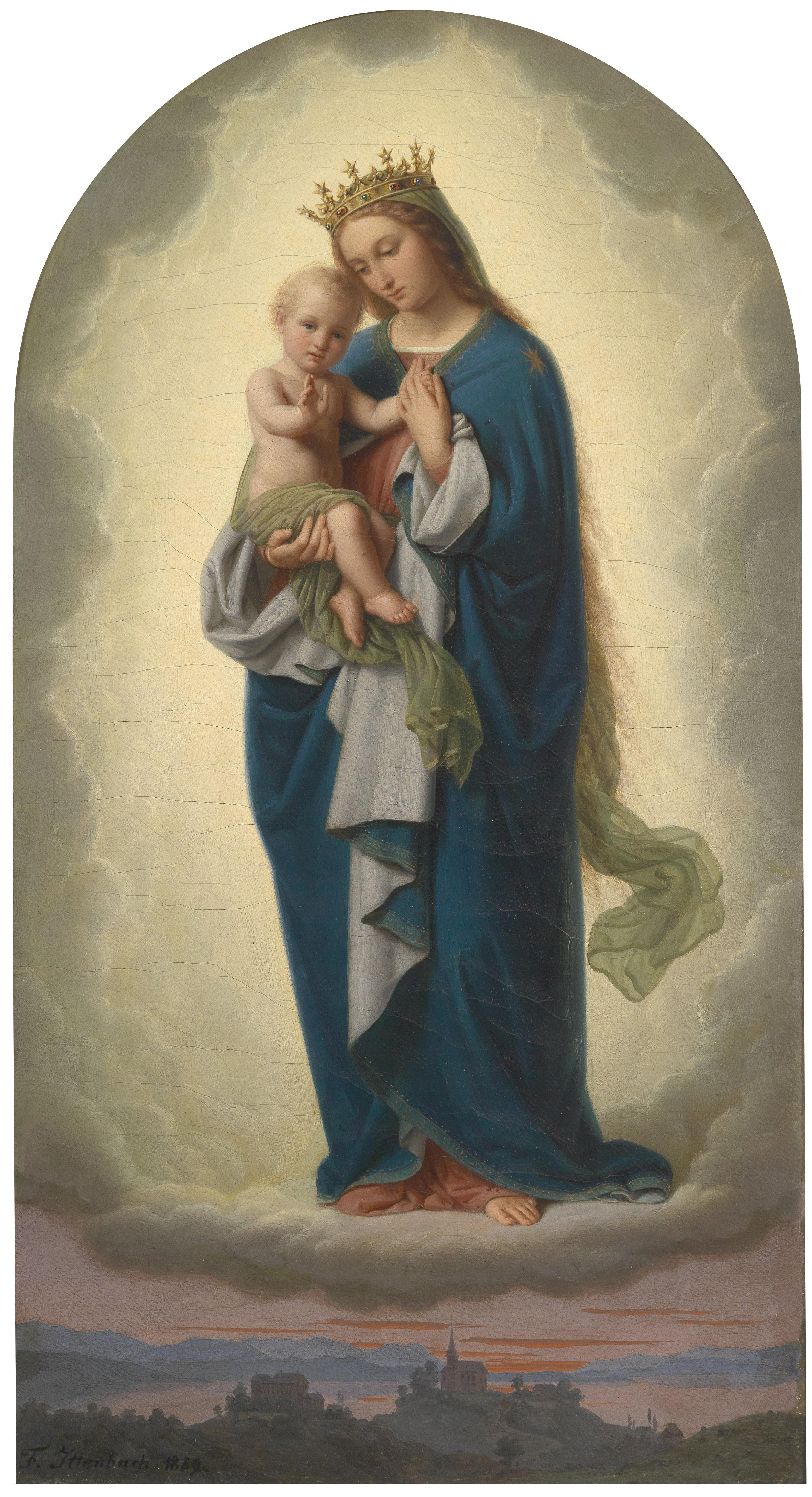
Madonna con Bambino (1862) - Franz Ittenbach

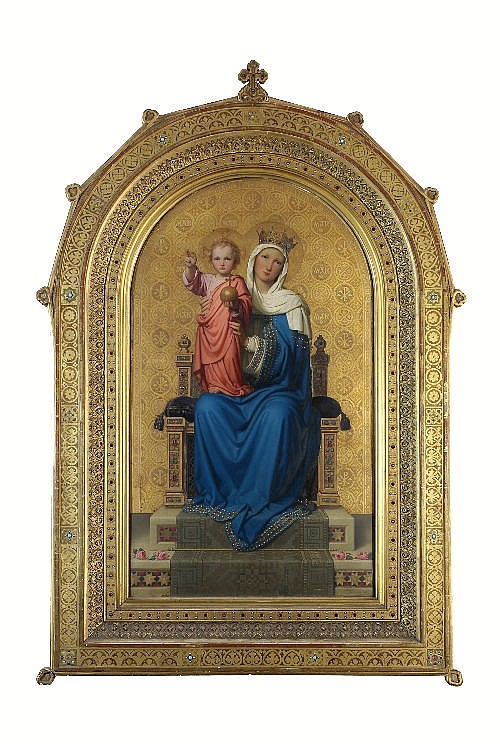
Madre del Mondo (1872) - Franz Ittenbach - Milwaukee Art Museum